# Melanalis
Melanalis é um gênero de mariposa pertencente à família Crambidae.